# Pierre Rouilly
Pierre Frédéric Rouilly est un homme politique français né le 14 juillet 1823 à Brest (Finistère) et décédé le 28 janvier 1892 à Paris.
Négociant à Morlaix, il est juge au tribunal de commerce, conseiller municipal de Morlaix en 1871 et conseiller général en 1877. Élu député du Finistère lors d'une élection partielle en avril 1891, il meurt moins d'un an après.

## Sources
- « Pierre Rouilly », dans le Dictionnaire des parlementaires français (1889-1940), sous la direction de Jean Jolly, PUF, 1960 [détail de l’édition]